# Norbert Hauata
Norbert Hauata (* 6. Juni 1979 auf Moorea) ist ein französisch-polynesischer Fußballschiedsrichter.
Hauata war zur WM 2014 in Brasilien als Unterstützungsschiedsrichter nominiert und bei sechs Partien als Vierter Offizieller eingesetzt worden. Internationaler Schiedsrichter ist er seit 2008.